# Dipartimento di Confluencia
Confluencia è un dipartimento argentino, situato nella parte centro-orientale della provincia di Neuquén, con capoluogo Neuquén.
Esso confina con a nord con il dipartimento di Añelo, a est con la provincia di Río Negro, a sud-ovest con il dipartimento di Picún Leufú e ad ovest con quello di Zapala.
Secondo il censimento del 2001, su un territorio di 7.352 km², la popolazione ammontava a 314.793 abitanti, con un aumento demografico del 18,73% rispetto al censimento del 1991.
Il dipartimento, nel 2001, è suddiviso in:
- 6 comuni di prima categoria: Centenario, Cutral Có, Neuquén, Plaza Huincul, Plottier, Senillosa
- un comune di seconda categoria: Vista Alegre
- un comune di terza categoria: Villa El Chocón
- una comisión de fomento: Sauzal Bonito